# Ебли, Кёртис
Кёртис Фабрис Марлон Ебли (фр. Curtis Fabrice Marlon Yebli; 30 марта 1997, Эври, Эсон, Иль-де-Франс) — французский футболист, центральный и опорный полузащитник.

## Биография
Воспитанник футбольного клуба «Нанси». В сезоне 2014/15 года сыграл два матча за дубль команды в пятом дивизионе.
В 2015 году перешёл в итальянский клуб Серии B «Бари». За первые два сезона сыграл только два матча за команду, дебютный матч провёл 6 мая 2017 года против «Авеллино», заменив на 74-й минуте Леандро Греко. В сезоне 2017/18 года был отдан в аренду в команду Серии С «Ареццо», где провёл 21 матч.
Летом 2018 года на правах свободного агента перешёл в состав дебютанта Высшей лиги Украины «Арсенал-Киев». Дебютный матч за команду сыграл 12 августа 2018 года против «Александрии». Всего осенью 2018 года сыграл 4 матча, после чего покинул клуб.
В июле 2019 года перешёл в клуб второго дивизиона Кипра «Эрмис». По итогам сезона 2019/20 со своим клубом стал вторым призёром соревнований. На старте сезона 2020/21 сыграл за «Эрмис» два матча в высшем дивизионе.
В сентябре 2020 года перешёл в клуб четвёртого дивизиона Франции «Сен-Женевьев». В июле 2021 года вернулся на Кипр, присоединившись к клубу второго дивизиона «Кармиотисса» и в сезоне 2021/22 стал победителем турнира. Летом 2022 года отдан в аренду в другой клуб второго дивизиона — «АЕ Закакиу».